# Campeonato Mundial de Ginástica Artística de 2014 - Salto sobre a mesa feminino
A competição de salto sobre a mesa feminino do Campeonato Mundial de Ginástica Artística de 2014 foi sua final disputada no dia 11 de outubro. A qualificatória que definiu as ginastas finalistas foi disputada em 5 e 6 de outubro.

## Medalhistas
| Ouro   | PRK Hong Un-Jong    |
| Prata  | USA Simone Biles    |
| Bronze | USA Mykayla Skinner |

## Resultados

### Qualificatória
Esses são os resultados da qualificatória.
| Pos. | Ginasta                | Total  | Nota |
| ---- | ---------------------- | ------ | ---- |
| 1    | USA Simone Biles       | 15,450 | Q    |
| 2    | PRK Hong Un-Jong       | 15,354 | Q    |
| 3    | USA Mykayla Skinner    | 15,349 | Q    |
| 4    | RUS Alla Sosnistkaya   | 15,016 | Q    |
| 5    | MEX Alexa Moreno       | 14,799 | Q    |
| 6    | VIE Phan Thi Ha Thanh  | 14,800 | Q    |
| 7    | GBR Claudia Fragapane  | 14,716 | Q    |
| 8    | SUI Giulia Steingruber | 14,700 | Q    |
| 9    | ROU Larisa Iordache    | 14,649 | R    |
| 10   | IND Dipa Karmakar      | 14,483 | R    |
| 11   | CAN Elsabeth Black     | 14,483 | R    |

- Q - qualificada para a final
- R - reserva

### Final
Esses são os resultados da final.
| Pos. | Ginasta                | Salto 1 | Salto 1 | Salto 1 | Salto 1 | Salto 2 | Salto 2 | Salto 2 | Salto 2 | Total  |
| Pos. | Ginasta                | Nota D  | Nota E  | Pen.    | Total   | Nota D  | Nota E  | Pen.    | Total   | Total  |
| ---- | ---------------------- | ------- | ------- | ------- | ------- | ------- | ------- | ------- | ------- | ------ |
|      | PRK Hong Un-Jong       | 6,300   | 9,466   |         | 15,766  | 6,400   | 9,033   |         | 15,433  | 15,599 |
|      | USA Simone Biles       | 6,300   | 9,600   |         | 15,900  | 5,600   | 9,608   |         | 15,208  | 15,554 |
|      | USA Mykayla Skinner    | 6,400   | 9,300   |         | 15,700  | 5,800   | 9,233   |         | 15,033  | 15,366 |
| 4    | RUS Alla Sostitskaya   | 6,400   | 8,866   | 0,3     | 14,966  | 5,800   | 9,166   |         | 14,966  | 14,966 |
| 5    | GBR Claudia Fragapane  | 5,800   | 9,033   |         | 14,833  | 5,600   | 9,000   |         | 14,600  | 14,716 |
| 5    | SUI Giulia Steingruber | 6,200   | 9,033   |         | 15,233  | 5,000   | 9,200   |         | 14,200  | 14,716 |
| 7    | MEX Alexa Moreno       | 6,200   | 8,833   |         | 15,033  | 6,000   | 8,366   | 0,3     | 14,066  | 14,549 |
| 8    | VIE Phan Thi Ha Thanh  | 5,800   | 8,608   | 0,3     | 14,108  | 6,200   | 8,533   | 0,1     | 14,633  | 14,370 |